# Eparchie Kamjanez-Podilskyj
Die Eparchie Kamjanez-Podilskyj (lat.: Eparchia Camenecensis) ist eine in der Ukraine gelegene Eparchie der ukrainischen griechisch-katholischen Kirche mit Sitz in Chmelnyzkyj.

## Geschichte
Am 11. Dezember 2015 stimmte Papst Franziskus dem Beschluss der Synode der ukrainischen griechisch-katholischen Kirche zur Errichtung der Eparchie zu. Das Territorium der Eparchie Kamjanez-Podilskyj wurde aus der Erzeparchie Ternopil-Sboriw herausgelöst, der die neue Diözese auch als Suffragan unterstellt wurde.